# Třtice
Třtice település Csehországban, Rakovníki járásban. Třtice Bdín, Řevničov, Mšec és Mšecké Žehrovice településekkel határos. Lakosainak száma 512 fő (2024. január 1.).

## Népesség
A település lakosságának változását az alábbi diagram mutatja:
| Lakosok száma | 943  | 739  | 715  | 527  | 490  | 452  | 480  | 493  | 499  | 512  |
|               | 1869 | 1900 | 1921 | 1961 | 1980 | 2011 | 2016 | 2019 | 2021 | 2024 |